# Club Disney
Club Disney foi um bloco de desenhos que exibia atrações infantis da The Walt Disney Company em parceria com a Claro TV, através das parabólicas por meio da sindicação para todo o Brasil e  América do Sul . A marca Club Disney foi licenciada pela Embratel dia 12 de Outubro de 2010. Segundo nota oficial da Embratel, o Club Disney tinha como principal foco promover, dentro da Claro TV, programas da Disney para atrair mais clientes das  parabólicas. O bloco era exibido todos os dias, das 08h às 12h e das 15h às 19h. Nos horários em que o bloco não era transmitido, eram exibidos anúncios da Claro TV e um bloco do programa Bundesliga, da ESPN, juntamente com produções de outros canais de TV por assinatura.                                                              
Em 1 de abril de 2018, o canal foi retirado do satélite StarOne C2.
Em 28 de novembro de 2021, o canal voltou a ser exibido por pouco tempo.
Em 8 de dezembro de 2021, o canal foi novamente retirado do satélite StarOne C2.

## Atrações exibidas pelo canal
- As Novas Aventuras do Ursinho Puff
- OK Mundongo da Disney
- Agente Especial Urso
- A Pequena Sereia
- Hércules
- Buzz Lightyear do Comando Estelar
- Johnny e as Fadas
- Art Attack
- Homem Aranha - Ação Sem Limites
- O Incrível Hulk
- Daniel Tigre